# Малий Тріанон
48°48′56″ пн. ш. 2°06′35″ сх. д. / 48.81569° пн. ш. 2.10972° сх. д.

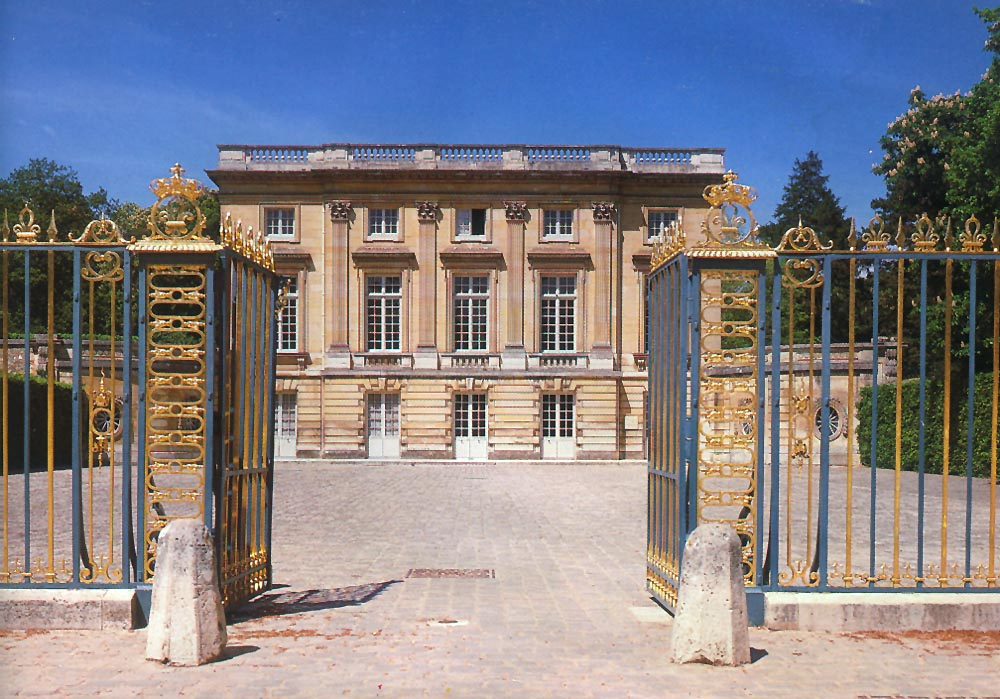
Версальський палац Малий Тріанон, вигляд з головного входу

Малий Тріанон — невеликий палац (фр. château), що знаходиться на землях Версальського палацу у Франції. Він був запроєктований Анж-Жаком Габріелем за наказом Людовіка XV для його фаворитки маркізи де Помпадур і побудований в 1762—1768 роках.

## Архітектура
Палац «Малий Тріанон» є чудовим прикладом переходу від стилю рококо першої половини XVIII століття до більш стриманого, але не менш елегантного класицизму, що почав розвиватись з 1760-х років. Зовні палац простий і вишуканий, архітектурно витриманий, без надмірних прикрас періоду бароко. Він являє собою двоповерховий куб з п'ятьма вікнами з кожного боку. Чотирьох-колонні Перистилі з боку саду і внутрішнього двору завершують картину.

## Історія
Маркіза де Помпадур бачила початок будівництва палацу, але померла за 4 роки до його завершення. Палац дістався наступній фаворитці — графині Дюбаррі. Після сходження на престол в 1774 року 20-річний Людовік XVI передав палац і прилеглий парк як приватну резиденцію своїй дружині, 19-річній королеві Марії-Антуанетті.
Марія-Антуанетта приїздила сюди, щоб відпочити від формального життя двору і важких обов'язків королеви. Все в Малому Тріаноні корилось її волі. Ніхто, навіть сам король, не міг ступити на цю землю без її запрошення. Це викликало незадоволення серед аристократів, оскільки сюди допускався тільки ближній круг королеви.

## Внутрішнє планування

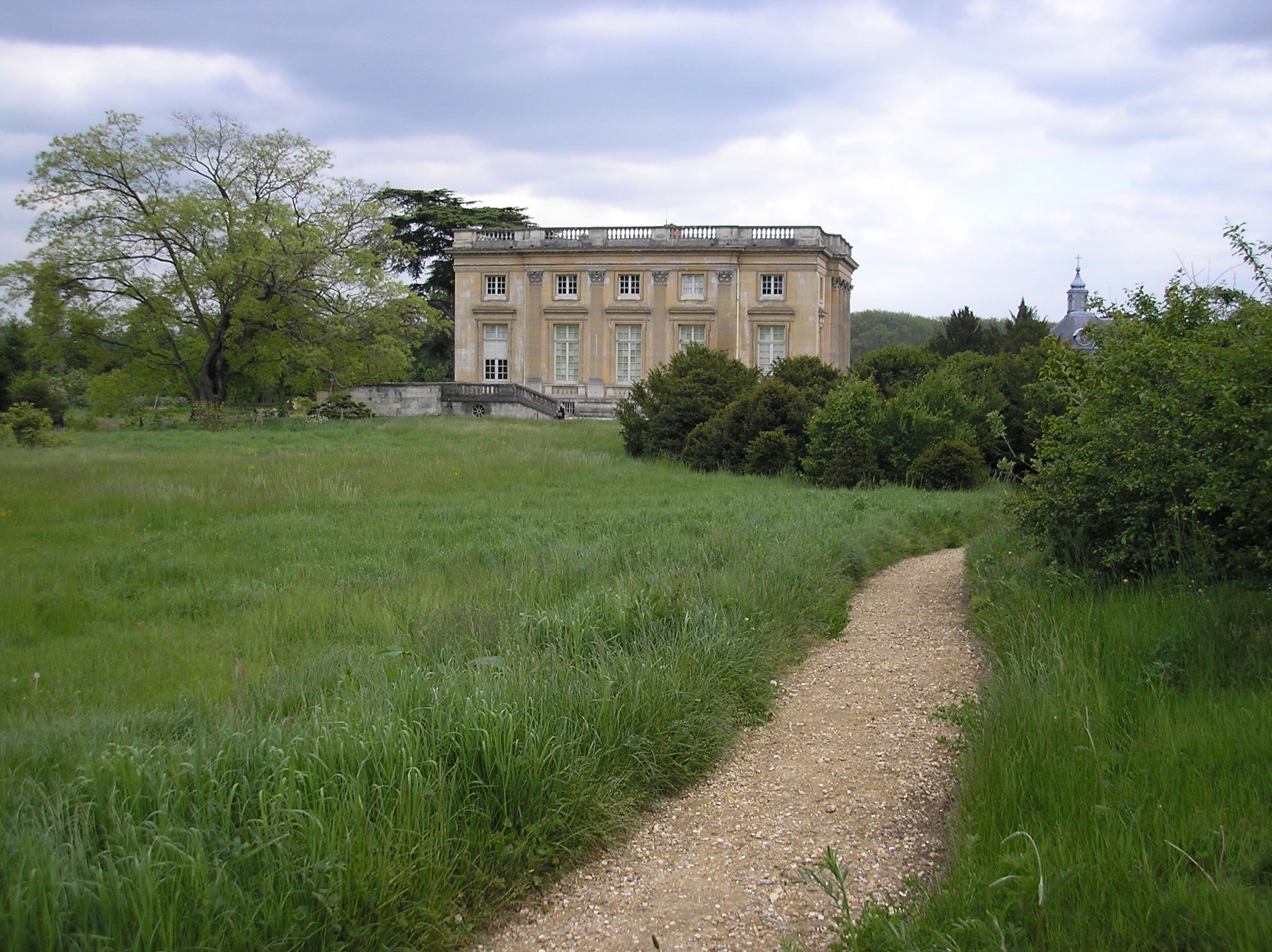
Малий Тріанон

Будівля була спроєктована так, щоб максимально зменшити взаємодію між гостями і слугами. Наприклад, пересувні обідні столи. Прислуга повинна була сервувати їх в підсобних приміщеннях кухні, а потім столи мали механічним ліфтом піднімались в їдальню. Ці столи так і не були виготовлені, але збереглась особлива структура підвалу.
В покоях королеви проглядається її характер. Її будуар показує велику винахідливість: поворотом простої ручки дзеркала повільно піднімаються від підлоги і встановлюються перед вікнами. Її спальня, незважаючи на простоту, така ж елегантна і обставлена меблями французьких майстрів Жоржа Жакоба (фр. Georges Jacob) і Жан-Анрі Різенера.